# Juan Espadas
Juan Espadas Cejas (/ˈxwan ɛsˈpaðas ˈθexas/), né le 30 septembre 1966 à Séville, est un homme politique espagnol membre du Parti socialiste ouvrier espagnol (PSOE).
Il est maire de Séville entre le 13 juin 2015 et le 20 décembre 2021.

## Biographie

### Vie familiale
Juan Espadas nait le 30 septembre 1966 à Séville, dans le quartier de Miraflores situé dans le district de Macarena. Il est marié et père de deux enfants, une fille et un fils.

### Formation et vie professionnelle
À vingt-deux ans, il obtient une licence en droit à l'université de Séville au sein de la promotion 1984-1989 puis part à Madrid où il réalise un master en politique et gestion environnementale à l'université Carlos III. De plus, il est diplômé en haute direction d'entreprises par l'Institut de San Telmo. Il est depuis 1990 membre du barreau des avocats de Séville.
Il commence sa carrière professionnelle en 1989 en tant qu'assesseur juridique à l'Agence de l'Environnement dépendante du département de l'Environnement de la Junte d'Andalousie. Il est nommé directeur de cabinet du conseiller chargé de l'Environnement de 1994 à 1996 puis devient secrétaire général à la planification des entreprises de gestion environnementale de 1997 à 2000. Il est enfin nommé directeur général chargé de la prévention et de la qualité ambiante entre 2000 et 2004 puis vice-président de la fondation Doñana 21 entre 2004 et 2008. Au cours de cette même dernière période, il officie comme vice-conseiller à l'Environnement auprès de la conseillère à l'Environnement du gouvernement Chaves V Fuensanta Coves.
À partir de 2002, il est membre du Conseil national espagnol du Climat et coordonnateur du Comité de suivi de la stratégie andalouse pour le changement climatique.

### Conseiller de la Junte d'Andalousie
Ayant toujours été professionnellement en lien avec la Junte d'Andalousie sur des questions environnementales, il est nommé, le 23 avril 2008, conseiller au Logement et à l'Aménagement du territoire de la Junte d'Andalousie par le président Manuel Chaves et reconduit par José Antonio Griñán. Ce département nouvellement créé gère les questions relatives au logement, à l'architecture, à l'urbanisme, à l'aménagement du territoire et à la cartographie. Il quitte cette fonction le 23 mars 2010 lorsqu'il est remplacé par Rosa Aguilar.
D'octobre 2010 à septembre 2013, il occupe un siège de sénateur par désignation du Parlement d'Andalousie.

### Chef de l'opposition municipale
Le 26 mars 2010, les onze groupements socialistes de Séville soutiennent la proposition de la commission exécutive provinciale socialiste qui fait de Juan Espadas le candidat socialiste à la mairie de Séville, au détriment d'Alfonso Rodríguez Gómez de Celis. Lors des élections du 22 mai 2011, il est défait par Juan Ignacio Zoido qui remporte la majorité absolue des sièges du conseil municipal. Il devient alors porte-parole du principal groupe d'opposition de la corporation municipale.

### Maire de Séville
Il est à nouveau candidat lors des élections du 24 mai 2015. Sa liste arrive seconde avec 32,16 % des voix et onze conseillers derrière celle du Parti populaire de Juan Ignacio Zoido (33,05 % des voix et douze conseillers). Il est élu maire de Séville le 13 juin 2016 par 16 voix pour et 11 contre grâce à un accord avec l'ensemble des forces de gauche de la corporation municipale.
Il soutient Susana Díaz lors des primaires socialiste de mai 2017 visant à élire le nouveau secrétaire général du PSOE.

### Chef de file des socialistes andalous

#### Vainqueur face à Susana Díaz
À l'occasion des élections primaires organisées le 13 juin 2021 par le Parti socialiste ouvrier espagnol d'Andalousie, il est désigné par les militants chef de file aux prochaines élections parlementaires, attendues en 2022. Il l'emporte dès le premier tour avec plus de 55 % des voix, s'imposant dans les sections socialistes des villes de Cadix, Jaén, Almería, Grenade, Malaga, Jerez de la Frontera ou Dos Hermanas et devançant d'environ 17 points Susana Díaz. Après sa victoire, il annonce son intention de postuler au secrétariat général du PSOE-A lors du congrès régional prévu à la fin de l'année et auquel Susana Díaz a annoncé ne pas vouloir être candidate à sa succession.
Le 12 juillet suivant, le comité directeur du PSOE-A met en marche le processus des primaires précédent le congrès régional et destinées à élire le secrétaire général du parti : les pré-candidatures doivent être déposées le lendemain, puis ceux des pré-candidats remplissant les conditions d'éligibilité auront jusqu'au 23 juillet pour réunir les parrainages nécessaires. La commission chargée du scrutin annonce deux jours plus tard que Juan Espadas est l'unique militant à avoir déposé sa pré-candidature. Il est proclamé secrétaire général neuf jours plus tard, le 23 juillet.

#### Retour au Sénat
Juan Espadas annonce le 10 décembre 2021 qu'il a déposé les documents nécessaires à son élection comme sénateur, en remplacement de Miguel Ángel Vázquez. Son élection le 15 décembre lui permet de conserver un mandat institutionnel, dans la perspective de sa prochaine démission de la mairie de Séville, ainsi qu'une indemnité d'élu. Le 14 décembre, au lendemain de l'adoption du budget de la ville qu'il avait présentée comme sa priorité, il indique qu'il abandonnera son fauteuil de maire de la capitale andalouse le 7 janvier 2022 au profit du deuxième adjoint au maire et conseiller délégué à l'Habitat urbain, Antonio Muñoz — écartant de fait sa première adjointe Sonia Gaya qui était proche de Susana Díaz. Si son départ de la mairie était souhaité par la direction du PSOE andalou afin qu'il puisse se concentrer sur sa future campagne électorale, son élection à la chambre haute est critiquée en interne car elle l'oblige à être physiquement présent à Madrid pour les votes en séance plénière alors qu'il reste relativement inconnu parmi les Andalous,,. Averti par les services du Parlement d'Andalousie d'une incompatibilité — établie par la loi régionale — entre le mandat de sénateur désigné et de maire, il avance ensuite son départ de la mairie de Séville au 20 décembre, soit la veille de la session parlementaire devient ratifier sa désignation sénatoriale.